# 罗云奎
罗云奎（韓語：나운규，1902年10月27日—1937年8月9日）是20世纪20-30年代朝鲜半岛早期男演员、导演。1926年，在日本当局日益加紧对朝鲜半岛电影审查的不利环境下，罗云奎自编、自导和主演的反抗民族压迫的电影《阿里郎》获得空前的成功，成为韩国和朝鲜半岛电影史上里程碑式的作品，开启了民族电影的时代:51-52。他同时也是日占时期朝鲜半岛另一部民族电影力作《没有主人的渡船》（1932年，李圭焕执导）的主演:65。
在他从影的12年间，罗云奎拍摄了许多电影，内容、主题和表达倾向多样，有时流露出委婉表现社会现实的艺术家的敏锐意识，有时流露出迎合观众趣味的商业心里，塑造了轿夫（《云英传》）、疯子（《阿里郎》）、盲人（《沈清传》）、痞子（《再见》）、乞丐（《野鼠》）、哑巴（《哑巴三龙》）、老船公（《没有主人的渡船》）、热血青年（《开化党异闻》）等各种角色:116。

## 从影前的经历

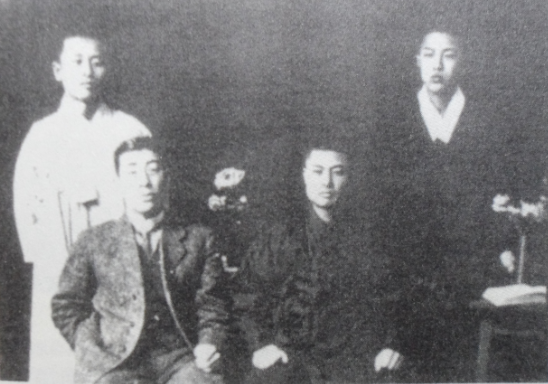
罗云奎（后排白衣者）

罗云奎1902年10月27日出生于今朝鲜民主主义人民共和国咸镜北道会宁市一个比较富裕的家庭，父亲是药材商，曾在大韩帝国时期担任副校（下士官级别）。罗云奎9岁的时候入读四年制的会宁公立学校，毕业后进入长老教会创办的新兴学校高等学科学习。罗云奎15岁的时候，按照当时早婚的习俗，父母安排他与比自己大两岁的曹正玉结婚。但他并不接受这桩婚事，新婚之夜逃到了朋友的家中。之后，他与同学尹玛丽相恋惹来众人非议。他也因此无法毕业，转学到明东中学。那年，年仅17岁的罗云奎已经为人父，是个“中学生父亲”。:118
1920年4月2日，三一运动爆发的第二年，罗云奎参加并领导了“会宁万岁事件”。按照明东中学校长的指示，他会见了会宁的爱国志士，传达《独立宣言书》，并制作太极旗参加游行示威。他因此遭到日本警察的通缉。为躲避日本警察的搜捕，罗云奎前往苏联避难。明东中学也被日本人视为韩国独立军培养学校而被迫关闭。罗云奎在苏联为了糊口加入了苏联雇佣军，但因无法忍受歧视与虐待，最终逃离了苏联军营。他后来把自己的这段经历写成《我的苏联流浪记》一文，发表在《文艺•映画》1928年的创刊号上。回国后的罗云奎在京城（今首尔）中东中学学习。每天放学后，他就去看电影。他对电影很着迷，经常对着镜子模仿电影中人物的动作和表情。好景不长，会宁警察以涉嫌“图判部事件”逮捕了他，并被以违反《保安法和制令》被判处两年有期徒刑。在清津监狱服刑期间，他从独立斗士李春植处得到了“春史”的雅号。:118

## 从影生涯

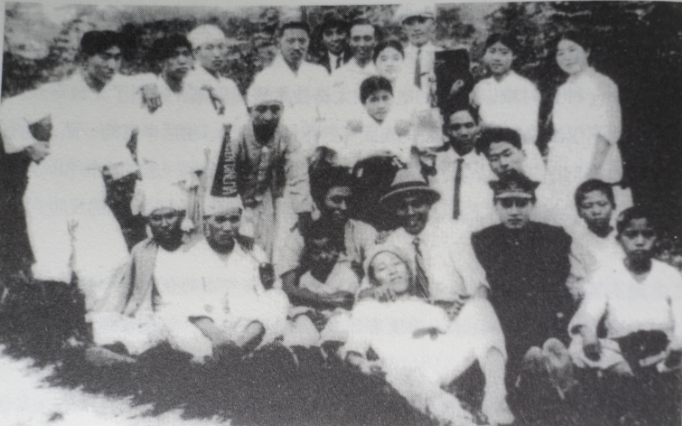
电影《阿里郎》剧组（中间抱小孩的是罗云奎）

1923年春，罗云奎刑满释放后回到家乡会宁，加入了当地新派剧团“艺林会”。第二年秋天，在文艺部长安钟和的安排下，罗云奎以研究生的身份加入了釜山朝鲜株式会社:118。1925年，罗云奎参加了尹白南导演的《云英传》的拍摄，出演了一个为云英抬轿子的龙套角色。同年，他在李庆孙导演的《沈清传》中扮演沈瞎子，得到一致好评，一举成为演技派明星:75。
1926年，罗云奎自编、自导和主演的电影《阿里郎》获得空前的成功，成为韩国电影史上里程碑式的作品，开启了朝鲜半岛民族电影的时代:51-52。续《阿里郎》之后，罗云奎又接着完成了《风云儿》（1926年）、《金鱼》（1927年）、《野鼠》（1927年）等作品:85。《风云儿》讲述的是参加苏联雇佣军加入欧洲战场的尼古拉斯·朴回到思念的祖国，面对祖国冰冷的现实产生挫折感，再次踏上流亡中国东北的故事。该片遭到日本当局审查后，被足足删除1000英尺长的内容，剧组因此不得不进行再次拍摄:85:55。
1927年9月，罗云奎离开了朝鲜映画制作所，在东大门外昌信洞成立了自己的电影公司“罗云奎制作公司”。罗云奎制作公司先后制作了《再见》（1927年）、《玉女》（1928年）、《寻找爱情》（1928年）、《男子汉》（1928年）、《哑巴三龙》（1929年）。由于经营状况不佳，罗云奎经营两年后就关闭了公司加盟团成社:88。1930年，罗云奎的《阿里郎后传》被搬上团成社的银屏，但并没有收到同《阿里郎》一样的效果，甚至遭到了批评。几个月后，罗云奎主演的《铁人都》上映。这部电影表现了韩国电影史上史无前例的武打场面:91-92。1931年，罗云奎出演了日本导演岛田章的《金刚恨》、《丈夫参加警备队》、《流浪何处》。但这些影片不仅没能续写罗云奎的成功，反而严重影响了他通过《阿里郎》积累起来的人气。他还自编自演了《开化党异文》（1932年）、《七番通小事件》（1934年）等影片，但依然不能摆脱沉滞的状态。为了维持生计，他不得不制做或主演了《洪吉童》（1932年）、《岩窟王》（1932年）、《我杀的女人》（1933年）、《蔷花红莲传》（1933年）等8部连锁剧:113。
1932年，罗云奎在李圭焕自编、自导的《没有主人的渡船》出演主人公春三，给沉寂的韩国电影带来转机:108。1935年，罗云奎凭借《隔江相望》取得票房的成功，重新搭建摄影棚，并从东京购置录音机等器材。1936年，罗云奎采用同期录音制作了他的首部有声电影《阿里郎3》:116:81。1937年，罗云奎的遗作有声电影《五梦女》上映后，获得巨大成功。当时的《朝鲜日报》评价说：“读过原著的人们说电影《五梦女》比原著更胜一筹”，“即使与美国电影《恶与罪》相比，《五梦女》也是一部相当成功的国产电影”。这部电影是在他肺病三次复发和过度疲劳几乎晕倒的情况下制作的，他的同学李淳元医生亲赴摄影现场为他治疗才得以完成:130。1937年8月9日凌晨1点，罗云奎因肺结核病恶化在京城馆洞町70番22号的家中病逝，年仅37岁，留下一双儿女:132。

## 纪念
韩国电影工作者协会导演委员会创立的春史电影艺术奖以罗云奎的雅号“春史”命名，以纪念这位韩国电影开拓者。1990年12月29日，春史电影艺术奖举行了第一届颁奖仪式。与其它电影奖不同，春史电影艺术奖完全由电影人来经营:310。